# 下村宏
下村宏（日语：下村 宏/しもむら ひろし，1875年5月11日—1957年12月9日），字海南，日本和歌山縣人，臺灣總督府民政局民政長官、臺灣總督府總務長官、國務大臣兼情報局總裁。

## 生平
1898年畢業於東京帝國大學法律科系的下村宏，首先服務於日本遞信省。八國聯軍之役期間，下村宏曾在日軍佔領北京時，擔任北京臨時郵局局長。之後為學習郵政儲金業務而前往比利時留學，1913年（大正2年）歸國後即任匯兌儲金局長。1915年，接受台灣總督安東貞美的邀請，擔任台灣總督府民政長官；而「民政長官」職稱亦於其任內的1918年8月20日更名為總務長官。
下村宏能力頗強，思想也較為开明。在其任內，多廢除諸如鞭刑、本島人不得就讀高等學校等陋規。除此，也推行台灣教育令、市區改正、日月潭發電等計劃。
1921年，下村宏於臺灣總督府退官後回到日本內地，進入朝日新聞社，歷任專務、副社長。昭和12年（1937年）成為貴族院議員，同時就任大日本體育協會會長。1943年（昭和18年）任日本放送協會會長，1945年（昭和20年）任情報局總裁。1945年8月，他瞞著日軍部分鷹派軍官，負責錄製昭和天皇宣讀接受盟軍投降條件的《終戰詔書》（史稱「玉音放送」），並將《終戰詔書》的錄音黑膠唱片偷偷運至各地播放，此舉被評為減少日本戰爭死傷的重要關鍵之一。終戰後被認定為戰犯，曾被短時間拘留，後即被公職追放。在昭和20年（1945年）至昭和21年（1946年）間，任拓殖大學第六代校長。
下村宏除了政治之外，也頗有文采，以下村海南為筆名留下許多作品。他曾為連雅堂的《台灣通史》寫序，也著有《終戰記》、《終戰秘史》等書。烏山頭水庫的別稱「珊瑚潭」也為其所命名。
| 官衔                                           | 官衔                                                          | 官衔                                     |
| ---------------------------------------------- | ------------------------------------------------------------- | ---------------------------------------- |
| 內閣                                           |                                                               |                                          |
| 國務大臣 1945年4月7日－1945年8月17日           |                                                               |                                          |
| 前任： 緒方竹虎                                | 情報局總裁 1945年4月7日－1945年8月17日                        | 繼任： 緒方竹虎                          |
| 日本廣播協會                                   |                                                               |                                          |
| 前任： 小森七郎                                | 會長 1943年5月15日－1945年4月7日                              | 繼任： 無 下一相同頭銜：大橋八郎         |
| 臺灣總督府                                     |                                                               |                                          |
| 前任： 職位創建 （原因：由民政部民政長官改制） | 總務長官 1919年8月20日－1921年7月11日                         | 繼任： 賀來佐賀太郎                      |
| 前任： 內田嘉吉（代理） 正任：龜山理平太       | 民政部警察本署警視總長（代理） 1915年10月20日－1915年12月11日 | 繼任： 湯地幸平                          |
| 前任： 內田嘉吉                                | 臨時臺灣戶口調查部長 1915年10月20日－1918年3月31日            | 繼任： 職位廢止                          |
| 前任： 內田嘉吉                                | 鐵道部長 1915年10月20日－1919年8月20日                        | 繼任： 新元鹿之助                        |
| 前任： 內田嘉吉                                | 民政部民政長官 1915年10月20日－1919年8月20日                  | 繼任： 職位廢止 （原因：改制為總務長官） |